# شبيشي الصغيرة (جفال)
شبيشي الصغيرة (بالفارسية: شبیشی کوچک) هي منطقة سكنية تقع في إيران في قسم جفال الريفي. يقدر عدد سكانها بـ 719 نسمة بحسب إحصاء 2016.